# Palacio de la Academia de Ciencias

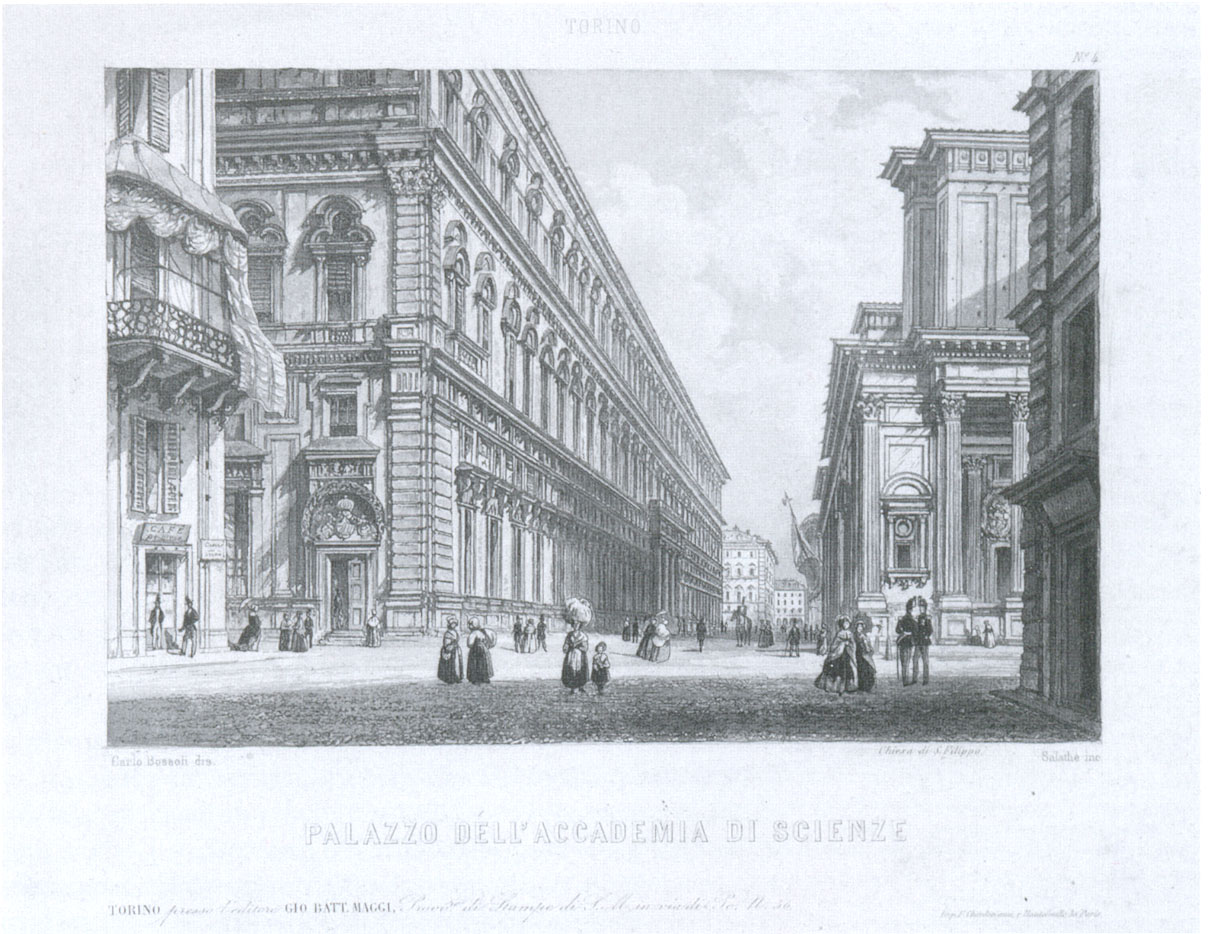
Imagen histórica del Palacio de la Academia de Ciencias de Turín, 1853

El Palazzo dell'Accademia delle Scienze es un imponente edificio del siglo XVII en Turín con una superficie de 60.594 m². Su fachada destaca sobre la calle del mismo nombre, mientras que un lado delimita el lado suroeste de la Piazza Carignano.

## Historia

El Observatorio de la Academia

Su construcción se inició el 24 de junio de 1679 bajo la dirección de Miguel Ángel Garove, quien finalizó la obra en 1687]], después de haber realizado un buen número de modificaciones al proyecto original. En el proyecto original del jesuita Carlo Maurizio Vota, el edificio debía ocupar tres manzanas hasta Piazza Castello gracias a un sistema de pasajes subterráneos que, sin embargo, nunca se construyeron. Durante mucho tiempo la idea del proyecto se atribuyó a Guarino Guarini, pero recientemente los historiadores del arte, ante la falta de dibujos del arquitecto de Chieti, las complejas vicisitudes de los primeros años de construcción y el compromiso que Guarini tuvo en esos mismos años, han llegado a la conclusión de que el arquitecto era el arquitecto de la época. Los años en la obra del cercano edificio de Carignano avalan su papel completamente marginal.Destinado a albergar el Collegio dei Nobili (un colegio para los jóvenes vástagos de la nobleza piamontesa), en 1787, por rescripto soberano de Vittorio Amedeo III de Saboya, rey de Cerdeña, se convirtió en la sede de la Real Academia de Ciencias. La estructura del edificio tenía inicialmente forma de herradura, con una parte delantera central flanqueada por dos alas. El edificio debía tener tres plantas sobre el suelo y un sótano. Sin embargo, por falta de fondos, la construcción del ala que da a la Piazza Carignano se suspendió en el primer piso y permaneció así durante todo el siglo XVIII.

A partir de 1789 se construyó en la esquina sur del edificio un observatorio, inicialmente para ser utilizado como observatorio astronómico y más tarde como observatorio meteorológico. El observatorio fue demolido durante la Segunda Guerra Mundial y nunca fue reconstruido.
El portal de entrada fue modificado en el siglo XIX con motivo de la apertura del Museo Egipcio con la creación de un balcón de estilo neoclásico diseñado por Giuseppe Maria Talucchi.

## Uso previsto
El palacio, que sigue siendo la sede de la Academia de Ciencias de Turín, alberga desde 1824 el Museo Egipcio. Desde 1865 hasta abril de 2012 albergó la Galería Sabauda (antiguamente en Palazzo Madama donde se había abierto al público en 1832) luego trasladada a la nueva ala del Palacio Real de Turín.